# Mărăcineni (Argeş, Rumunjska)
Mărăcineni je općina u županiji Argeş u Rumunjskoj. U općinu spadaju dva sela Argeşelu i Mărăcineni.